# توماس داسکه
توماس داسکه (انگلیسی: Thomas Dasquet؛ زادهٔ ۳ ژوئن ۱۹۹۴) بازیکن فوتبال اهل فرانسه است.
از باشگاه‌هایی که در آن بازی کرده‌است می‌توان به باشگاه فوتبال لو مان اشاره کرد.